# Episodi di Sex/Life (seconda stagione)
La seconda stagione della serie televisiva Sex/Life, composta da 6 episodi, è stata pubblicata sul servizio di streaming on demand Netflix il 2 marzo 2023, in tutti i paesi in cui è disponibile.
| nº | Titolo originale    | Titolo italiano | Pubblicazione |
| -- | ------------------- | --------------- | ------------- |
| 1  | Welcome to New York |                 | 2 marzo 2023  |
| 2  | Georgia on My Mind  |                 | 2 marzo 2023  |
| 3  | Seasons of Love     |                 | 2 marzo 2023  |
| 4  | The Weakness in Me  |                 | 2 marzo 2023  |
| 5  | Future Starts Today |                 | 2 marzo 2023  |
| 6  | Heavenly day        |                 | 2 marzo 2023  |